# 菅野武
菅野 武（かんの たけし、1979年7月7日 - ）は、日本の医師（内科医）。
宮城県仙台市出身。1998年東北学院高等学校卒業、2005年に自治医科大学医学部医学科を卒業し医師免許取得。同年より国立病院機構仙台医療センターで初期研修を受ける。
宮城県内の栗原市立栗原中央病院勤務を経て、2009年（平成21年）4月から宮城県本吉郡南三陸町の公立志津川病院で勤務した。2011年（平成23年）3月11日の東北地方太平洋沖地震（東日本大震災）発生時、志津川病院で勤務中だった菅野は、患者を津波から逃れさせるため同院の最上階に避難させた。そして、震災の3日後に救出されるまで医療行為を続けた。
その後、出産のため仙台市にいた妻のもとに駆け付け、3月16日に子供を授かった様子が同日の『NHKニュース7』などで全国放送され、『NHKワールド』などで世界に発信された。
同年4月21日に発表された米国タイム誌の2011年度の「世界で最も影響力のある100人」に、福島県南相馬市長の桜井勝延と共に選ばれた。
2011年（平成23年）4月より東北大学大学院医学系研究科博士課程在籍しつつ、2012年4月からは丸森町国民健康保険丸森病院内科医長も務める。